# Jamestown (Rhode Island)
Jamestown – miasto w Stanach Zjednoczonych, w stanie Rhode Island, w hrabstwie Newport.